# Harry Hillman
Harry Livingston Hillman (8. září 1881 Brooklyn, New York – 9. srpna 1945 Hanover, New Hampshire) byl americký atlet, sprinter, trojnásobný olympijský vítěz.
Na olympiádě v St. Louis v roce 1904 zvítězil v bězích na 400 metrů, 200 metrů překážek a 400 metrů překážek. Ve všech disciplínách vytvořil olympijské rekordy. Čas 53,0 na 400 metrů překážek by znamenal světový rekord. Vzhledem k tomu, že shodil jednu z překážek, nemohl mu být kvůli tehdejším pravidlům rekord uznán.
Startoval rovněž na následující olympiádě v Londýně v roce 1908, kde získal stříbrnou medaili v běhu na 400 metrů překážek. Po skončení aktivní kariéry byl až do smrti trenérem atletiky na Dartmouth College v Hanoveru.